# Colombia Open 2013 - Qualificazioni singolare
Le qualificazioni del singolare  del Colombia Open 2013 sono state un torneo di tennis preliminare per accedere alla fase finale della manifestazione. I vincitori dell'ultimo turno sono entrati di diritto nel tabellone principale. In caso di ritiro di uno o più giocatori aventi diritto a questi sono subentrati i lucky loser, ossia i giocatori che hanno perso nell'ultimo turno e avevano una classifica più alta rispetto agli altri partecipanti che avevano comunque perso nel turno finale.

## Teste di serie
1. Guido Andreozzi (ultimo turno)
2. Denys Molčanov (secondo turno)
3. Fabiano de Paula (ultimo turno)
4. Agustín Velotti (ultimo turno)

1. Víctor Estrella Burgos (qualificato)
2. Marcelo Arévalo (secondo turno)
3. Michael Quintero (ultimo turno)
4. Chris Guccione (qualificato)

## Qualificati
1. Juan Ignacio Londero
2. Emilio Gómez

1. Chris Guccione
2. Víctor Estrella Burgos

## Tabellone

### Legenda
| - Q = Qualificato - WC = Wild card - LL = Lucky loser | - ALT = Alternate - SE = Special Exempt - PR = Protected Ranking | - w/o = Walkover - r = Ritirato - d = Squalificato |

### Sezione 1
|  | Primo turno                | Primo turno                | Primo turno      | Primo turno | Primo turno |  |  | Secondo turno | Secondo turno        | Secondo turno        | Secondo turno        | Secondo turno |   |   | Ultimo turno | Ultimo turno    | Ultimo turno | Ultimo turno | Ultimo turno |  |
|  |                            |                            |                  |             |             |  |  |               |                      |                      |                      |               |   |   |              |                 |              |              |              |  |
|  |                            |                            |                  |             |             |  |  |               |                      |                      |                      |               |   |   |              |                 |              |              |              |  |
|  |                            |                            |                  |             |             |  |  | 1             | Guido Andreozzi      | Guido Andreozzi      | 6                    | 6             |   |   |              |                 |              |              |              |  |
|  | James Cerretani            | James Cerretani            | James Cerretani  | 6           | 6           |  |  |               | James Cerretani      | James Cerretani      | 3                    | 0             |   |   |              |                 |              |              |              |  |
|  | Pedro Pablo Ruiz           | Pedro Pablo Ruiz           | Pedro Pablo Ruiz | 3           | 1           |  |  |               |                      |                      |                      |               |   |   | 1            | Guido Andreozzi | 2            | 6            | 5            |  |
|  | Juan Ignacio Londero       | Juan Ignacio Londero       | 3                | 6           | 6           |  |  |               |                      |                      | Juan Ignacio Londero | 6             | 1 | 7 |              |                 |              |              |              |  |
|  | Daniel Elahi Galán-Riveros | Daniel Elahi Galán-Riveros | 6                | 4           | 3           |  |  |               | Juan Ignacio Londero | Juan Ignacio Londero | 6                    | 6             |   |   |              |                 |              |              |              |  |
|  |                            |                            |                  |             |             |  |  | 6             | Marcelo Arévalo      | Marcelo Arévalo      | 4                    | 4             |   |   |              |                 |              |              |              |  |
|  |                            |                            |                  |             |             |  |  |               |                      |                      |                      |               |   |   |              |                 |              |              |              |  |

### Sezione 2
|  | Primo turno               | Primo turno               | Primo turno               | Primo turno | Primo turno |  |  | Secondo turno | Secondo turno    | Secondo turno | Secondo turno    | Secondo turno    |   |   | Ultimo turno | Ultimo turno | Ultimo turno | Ultimo turno | Ultimo turno |  |
|  |                           |                           |                           |             |             |  |  |               |                  |               |                  |                  |   |   |              |              |              |              |              |  |
|  |                           |                           |                           |             |             |  |  |               |                  |               |                  |                  |   |   |              |              |              |              |              |  |
|  |                           |                           |                           |             |             |  |  | 2             | Denys Molčanov   | 62            | 6                | 4                |   |   |              |              |              |              |              |  |
|  |                           | Emilio Gómez              | Emilio Gómez              | 6           | 6           |  |  |               | Emilio Gómez     | 7             | 2                | 6                |   |   |              |              |              |              |              |  |
|  | WC                        | Barlaham Zuluaga-Gavíria  | Barlaham Zuluaga-Gavíria  | 3           | 0           |  |  |               |                  |               |                  |                  |   |   |              | Emilio Gómez | Emilio Gómez | 6            | 6            |  |
|  | Sergio Galdós             | Sergio Galdós             | Sergio Galdós             | 6           | 6           |  |  |               |                  | 7             | Michael Quintero | Michael Quintero | 4 | 2 |              |              |              |              |              |  |
|  | Mateo Andrés Ruiz-Naranjo | Mateo Andrés Ruiz-Naranjo | Mateo Andrés Ruiz-Naranjo | 1           | 1           |  |  |               | Sergio Galdós    | 6             | 5                | 5                |   |   |              |              |              |              |              |  |
|  |                           |                           |                           |             |             |  |  | 7             | Michael Quintero | 4             | 7                | 7                |   |   |              |              |              |              |              |  |
|  |                           |                           |                           |             |             |  |  |               |                  |               |                  |                  |   |   |              |              |              |              |              |  |

### Sezione 3
|  | Primo turno | Primo turno      | Primo turno      | Primo turno | Primo turno |  |  | Ultimo turno | Ultimo turno     | Ultimo turno | Ultimo turno | Ultimo turno |  |
|  |             |                  |                  |             |             |  |  |              |                  |              |              |              |  |
|  | 3           | Fabiano de Paula | Fabiano de Paula | 6           | 6           |  |  |              |                  |              |              |              |  |
|  |             | Felipe Rojas     | Felipe Rojas     | 1           | 4           |  |  | 3            | Fabiano de Paula | 3            | 7            | 3            |  |
|  |             | Adil Shamasdin   | Adil Shamasdin   | 1           | 4           |  |  | 8            | Chris Guccione   | 6            | 69           | 6            |  |
|  | 8           | Chris Guccione   | Chris Guccione   | 6           | 6           |  |  |              |                  |              |              |              |  |

### Sezione 4
|  | Primo turno | Primo turno            | Primo turno            | Primo turno | Primo turno |  |  | Ultimo turno | Ultimo turno           | Ultimo turno           | Ultimo turno | Ultimo turno |  |
|  |             |                        |                        |             |             |  |  |              |                        |                        |              |              |  |
|  | 4           | Agustín Velotti        | Agustín Velotti        | 6           | 7           |  |  |              |                        |                        |              |              |  |
|  |             | Felipe Mantilla        | Felipe Mantilla        | 2           | 5           |  |  | 4            | Agustín Velotti        | Agustín Velotti        | 3            | 2            |  |
|  |             | Frank Moser            | Frank Moser            | 1           | 4           |  |  | 5            | Víctor Estrella Burgos | Víctor Estrella Burgos | 6            | 6            |  |
|  | 5           | Víctor Estrella Burgos | Víctor Estrella Burgos | 6           | 6           |  |  |              |                        |                        |              |              |  |